# Royal Rumble 1998
Royal Rumble (1998) was een professioneel worstel-pay-per-view (PPV) evenement dat georganiseerd werd door de World Wrestling Federation (WWF, nu WWE). Het was de 11e editie van Royal Rumble en vond plaats op 18 januari 1998 in het San Jose Arena in San Jose, Californië.

## Matches
| Nr. | Match                                                                                            | Winnaar(s)              | Opmerkingen | Bron  |
| --- | ------------------------------------------------------------------------------------------------ | ----------------------- | --- | ----- |
| 1   | Vader vs. The Artist Formerly Known as Goldust (met Luna)                                        | Vader                   | Eén-op-één match. | [ 2 ] |
| 2   | Max Mini, Mosaic & Nova vs. Battalion, El Torito & Tarantula                                     | Max Mini, Mosaic & Nova | 6 Man Tag Team match met Sunny as special guest referee                                                                                       | [ 2 ] |
| 3   | The Rock (c) vs. Ken Shamrock                                                                    | The Rock                | Eén-op-één match voor het WWF Intercontinental Championship. The Rock won door diskwalificatie.                                               | [ 2 ] |
| 4   | The Legion of Doom (Animal & Hawk) vs. The New Age Outlaws (Billy Gunn & Road Dogg) (c)          | The Legion of Doom      | Tag Team match voor het WWF Tag Team Championship. Legion of Doom wonnen de match door diskwalificatie, maar wonnen de kampioenschappen niet. | [ 2 ] |
| 5   | Shawn Michaels (c) (met Chyna en Triple H) vs. The Undertaker                                    | Shawn Michaels          | Casket match voor het WWF World Heavyweight Championship.                                                                                     | [ 2 ] |
| 6   | 30-man Royal Rumble match voor een WWF World Heavyweight Championship match op WrestleMania XIV. | Stone Cold Steve Austin | Steve won door The Rock als laatste te elimineren.                                                                                            | [ 2 ] |

### Royal Rumble match
| Nr | Entree                               | Orde | Geëlimineerd                                                   | Eliminaties | Tijd  | Bron  |
| -- | ------------------------------------ | ---- | -------------------------------------------------------------- | ----------- | ----- | ----- |
| 1  | Cactus Jack                          | 2    | Chainsaw Charlie                                               | 1           | 09:21 | [ 4 ] |
| 2  | Chainsaw Charlie                     | 6    | Mankind                                                        | 2           | 25:19 | [ 4 ] |
| 3  | Tom Brandi                           | 1    | Cactus Jack en Chainsaw Charlie                                | 0           | 00:12 | [ 4 ] |
| 4  | The Rock                             | 29   | Steve Austin                                                   | 3           | 51:32 | [ 4 ] |
| 5  | Mosh                                 | 3    | Kurrgan                                                        | 0           | 13:09 | [ 4 ] |
| 6  | Phineas I. Godwinn                   | 13   | Mark Henry                                                     | 1           | 28:48 | [ 4 ] |
| 7  | 8-Ball                               | 15   | Steve Austin                                                   | 1           | 30:43 | [ 4 ] |
| 8  | Blackjack Bradshaw                   | 16   | Dude Love                                                      | 1           | 35:45 | [ 4 ] |
| 9  | Owen Hart                            | 10   | Chyna en Triple H                                              | 1           | 02:00 | [ 4 ] |
| 10 | Steve Blackman                       | 4    | Kurrgan                                                        | 0           | 05:58 | [ 4 ] |
| 11 | D'Lo Brown                           | 17   | Faarooq                                                        | 1           | 32:21 | [ 4 ] |
| 12 | Kurrgan                              | 5    | 8-Ball, Bradshaw, Ken Shamrock, Phineas I. Godwinn en The Rock | 2           | 03:38 | [ 4 ] |
| 13 | Marc Mero                            | 14   | Steve Austin                                                   | 0           | 19:38 | [ 4 ] |
| 14 | Ken Shamrock                         | 9    | The Rock                                                       | 1           | 09:15 | [ 4 ] |
| 15 | Thrasher                             | 19   | Steve Austin                                                   | 0           | 28:08 | [ 4 ] |
| 16 | Mankind                              | 7    | The Artist Formerly Known as Goldust                           | 1           | 02:07 | [ 4 ] |
| 17 | The Artist Formerly Known as Goldust | 24   | Chainz                                                         | 2           | 26:01 | [ 4 ] |
| 18 | Jeff Jarrett                         | 8    | Owen Hart                                                      | 0           | 01:05 | [ 4 ] |
| 19 | The Honky Tonk Man                   | 18   | Vader                                                          | 0           | 19:55 | [ 4 ] |
| 20 | Ahmed Johnson                        | 12   | D'Lo Brown en Mark Henry                                       | 0           | 03:18 | [ 4 ] |
| 21 | Mark Henry                           | 26   | Faarooq                                                        | 2           | 19:07 | [ 4 ] |
| 22 | Skull                                | 11   | Kon niet meedoen wegens een blessure.                          | 0           | 00:00 | [ 4 ] |
| 23 | Kama Mustafa                         | 20   | Steve Austin                                                   | 0           | 13:58 | [ 4 ] |
| 24 | Steve Austin                         | -    | Winnaar                                                        | 7           | 15:58 | [ 4 ] |
| 25 | Henry O. Godwinn                     | 23   | Dude Love                                                      | 0           | 11:32 | [ 4 ] |
| 26 | Savio Vega                           | 21   | Steve Austin                                                   | 0           | 09:29 | [ 4 ] |
| 27 | Faarooq                              | 28   | The Rock                                                       | 3           | 10:03 | [ 4 ] |
| 28 | Dude Love                            | 27   | Faarooq                                                        | 2           | 07:53 | [ 4 ] |
| 29 | Chainz                               | 25   | Steve Austin                                                   | 1           | 04:56 | [ 4 ] |
| 30 | Vader                                | 22   | The Artist Formerly Known as Goldust                           | 1           | 02:15 | [ 4 ] |